# Мохамед Абдельвахаб
Мохамед Абдельвахаб (1 октября 1983, Эль-Файюм — 31 августа 2006, Каир) — египетский футболист, основной защитник национальной сборной Египта на победном для неё Кубке африканских наций 2006. Умер на тренировке в своём клубе «Аль-Ахли» 31 августа 2006 года.

## Карьера
Свою профессиональную карьеру он начал в клубе «Эль-Алюминиум», где его приметил тренер молодёжной национальной сборной Хассан Шехата, который включил его в состав команды. Абдельвахаб в составе египетской молодёжной команды выиграл молодёжный Кубок африканских наций 2003 года в Мали.
Его отличная форма на чемпионате мира до 20 лет, проходившем в Объединённых Арабских Эмиратах, привлекла внимание местного клуба «Аль-Дафра», который подписал с Мохамедом четырёхлетний контракт. Однако он так и не сыграл ни одного матча за этот клуб и был отдан в аренду на один год в египетский ЕНППИ. Оттуда он был вызван в национальную сборную тренером Марко Тарделли. Абдельвахаб забил гол в своём дебютном матче отборочного турнира к чемпионату мира 2006 года против сборной Судана.
После этого он был отправлен в двухгодичную аренду в столичный клуб «Аль-Ахли», но не смог закрепиться в основном составе команды, поскольку тренер Мануэль Жозе больше доверял ангольцу Жилберту. Переломный для него момент настал в финале Африканской Лиги чемпионов против тунисского клуба «Этуаль дю Сахель», в котором Жилберту получил травму уже на десятой минуте и покинул поле. Абдельвахаб вышел на замену и отдал голевую передачу Осаме Хосни, забившему второй гол. Египетский клуб победил со счётом 3:0 и стали чемпионом Африки.
Мохамед стал важным игроком национальной сборной Хассана Шехаты и помог Египту победить на Кубке африканских наций 2006 года, забив второй пенальти в послематчевой серии с Кот-д’Ивуаром. Его игра также позволила «Аль-Ахли» выиграть второй подряд чемпионский титул в Египте, Кубок Египта и Африканский Суперкубок в том сезоне.
Клуб попытался подписать постоянный контракт с футболистом, однако обладатель прав на Абдельвахаба, «Аль-Дафра», отклонил предложение. Однако пункт в контракте египтянина позволял ему расторгнуть соглашение с «Аль-Дафрой» и подписать его с «Ахли», что вызвало борьбу за игрока между двумя претендующими на него клубами, из-за чего Абдельвахаб остался без футбола на всё лето и потерял место в основе национальной команды. ФИФА готовилась вынести решение по этому вопросу в сентябре, но игрок умер 31 августа 2006 года.

## Смерть
Абдельвахаб упал в обморок во время утренней тренировки «Ахли» 31 августа 2006 года. Его отправили в египетский международный госпиталь в Каире, но 22-летний футболист умер, не приходя в сознание. По заключению египетских врачей причиной смерти была сердечная недостаточность.